# Afrikaspiele 2007/Badminton
Badminton wurde bei den Afrikaspielen 2007 vom 13. bis 19. Juli 2007 in Algier gespielt.

## Austragungsort
- Salle OMS El Biar, El Biar, Algier

## Medaillengewinner
| Disziplin    | Gold                            | Silber                              | Bronze                               |
| ------------ | ------------------------------- | ----------------------------------- | ------------------------------------ |
| Herreneinzel | Nabil Lasmari                   | Eli Mambwe                          | Karim Rezig                          |
| Herreneinzel | Nabil Lasmari                   | Eli Mambwe                          | Edwin Ekiring                        |
| Dameneinzel  | Grace Daniel                    | Michelle Edwards                    | Cathrina Paulin                      |
| Dameneinzel  | Grace Daniel                    | Michelle Edwards                    | Stacey Doubell                       |
| Herrendoppel | Roelof Dednam Chris Dednam      | Dorian James Willem Viljoen         | Greg Orobosa Okuonghae Ibrahim Adamu |
| Herrendoppel | Roelof Dednam Chris Dednam      | Dorian James Willem Viljoen         | Jinkan Ifraimu Edicha Ocholi         |
| Damendoppel  | Michelle Edwards Chantal Botts  | Grace Daniel Susan Ideh             | Hadia Hosny Alaa Youssef             |
| Damendoppel  | Michelle Edwards Chantal Botts  | Grace Daniel Susan Ideh             | Stacey Doubell Kerry-Lee Harrington  |
| Mixed        | Georgie Cupidon Juliette Ah-Wan | Greg Orobosa Okuonghae Grace Daniel | Roelof Dednam Michelle Edwards       |
| Mixed        | Georgie Cupidon Juliette Ah-Wan | Greg Orobosa Okuonghae Grace Daniel | Eli Mambwe Ogar Siamupangila         |
| Mannschaft   | Nigeria                         | Südafrika                           | Seychellen                           |
| Mannschaft   | Nigeria                         | Südafrika                           | Algerien                             |

## Finalresultate
| Disziplin    | Sieger                          | Finalist                            | Ergebnis           |
| ------------ | ------------------------------- | ----------------------------------- | ------------------ |
| Herreneinzel | Nabil Lasmari                   | Eli Mambwe                          | 21–17, 21–13       |
| Dameneinzel  | Grace Daniel                    | Michelle Edwards                    | 21–16, 21–14       |
| Herrendoppel | Roelof Dednam Chris Dednam      | Dorian James Willem Viljoen         | 21–10, 21–15       |
| Damendoppel  | Michelle Edwards Chantal Botts  | Grace Daniel Susan Ideh             | 21–12, 9–21, 22–20 |
| Mixed        | Georgie Cupidon Juliette Ah-Wan | Greg Orobosa Okuonghae Grace Daniel | 21–14, 21–17       |

## Medaillenspiegel
| Pos. | Land       | Gold | Silver | Bronze | Total |
| ---- | ---------- | ---- | ------ | ------ | ----- |
| 1    | Südafrika  | 2    | 3      | 3      | 8     |
| 2    | Nigeria    | 2    | 2      | 2      | 6     |
| 3    | Algerien   | 1    | 0      | 2      | 3     |
| 3    | Seychellen | 1    | 0      | 2      | 3     |
| 5    | Sambia     | 0    | 1      | 1      | 2     |
| 6    | Ägypten    | 0    | 0      | 1      | 1     |
| 6    | Uganda     | 0    | 0      | 1      | 1     |